# Messines
Messines es un municipio canadiense situado en la provincia de Quebec.

## Superficie
Messines tiene una superficie de 110,11 km².

## Demografía
En 2021, tenía 1655 habitantes, una densidad poblacional de 15 hab./km², y 1047 viviendas.